# Arliss Howard
Pour les articles homonymes, voir Howard.
Arliss Howard est un acteur américain né le 18 octobre 1954 à Independence, Missouri.

## Biographie
Arliss Howard est né le 18 octobre 1954 à Independence, Missouri. Il a deux frères, Kip et James "Jim" Howard, ainsi qu'une sœur Joy Howard.

### Vie privée
Il est marié avec Debra Winger depuis 1996. Ils ont un fils, Gideon Babe Ruth Howard, né en 1997. Il a un autre fils, Sam Howard, né en 1987, d'une précédente relation.

## Filmographie

### Cinéma

#### Longs métrages
- 1983 : The Prodigal de James F. Collier : Scott Stuart
- 1985 : Le Bateau phare (The Lightship) de Jerzy Skolimowski : Eddie
- 1985 : Sylvester de Tim Hunter : Peter
- 1985 : Door to Door de Patrick Bailey : Leon Spencer
- 1986 : Violences (The Ladies Club) de Janet Greek (en) : Ed Bricker
- 1987 : Full Metal Jacket de Stanley Kubrick : Soldat Cowboy
- 1987 : Plain Clothes de Martha Coolidge : Nick Dunbar
- 1988 : Tequila Sunrise de Robert Towne : Gregg Lindroff
- 1990 : Les hommes de ma vie (Men Don't Leave) de Paul Brickman : Charles Simon
- 1991 : For the Boys de Mark Rydell : Sergent Michael Leonard
- 1992 : CrissCross de Chris Menges : Joe
- 1992 : Ruby de John Mackenzie : Maxwell
- 1993 : Mise à feu (Wilder Napalm) de Glenn Gordon Caron : Wilder Foudroyant
- 1994 : Tueurs nés (Natural Born Killers) d'Oliver Stone : Owen Traft
- 1995 : Extravagances (To Wong Foo Thanks for Everything, Julie Newmar) de Beeban Kidron : Virgil
- 1996 : Johns de Scott Silver : John Cardoza
- 1997 : Le Monde perdu : Jurassic Park (The Lost World : Jurassic Park) de Steven Spielberg : Peter Ludlow
- 1997 : Amistad de Steven Spielberg : John C. Calhoun
- 1997 : The Song of the Lark de Karen Arthur : Dr Howard Archie
- 1998 : La Conscience tranquille (The Lesser Evil) de David Mackay : Ivan Williams
- 1999 : Une carte du monde (A Map of the World) de Scott Elliott : Paul Reverdy
- 2001 : Big Bad Love de lui-même : Barlow
- 2004 : Birth de Jonathan Glazer : Bob
- 2004 : Dandelion de Mark Milgard : Luke Mullich
- 2007 : Awake de Joby Harold : Dr Jonathan Neyer
- 2007 : Weapons d'Adam Bhala Lough : L'oncle de Mikey
- 2009 : Hors du temps (The Time Traveler’s Wife) de Robert Schwentke : Richard DeTamble
- 2011 : Le Stratège (Moneyball) de Bennett Miller : John Henry
- 2015 : Seul contre tous (Concussion) de Peter Landesman : Dr Joseph Maroon
- 2017 : The Boy Downstairs de Sophie Brooks : Le père de Diana
- 2020 : Mank de David Fincher : Louis B. Mayer
- 2020 : Lapsis de Noah Hutton : Dr Mangold
- 2023 : The Killer de David Fincher

#### Court métrage
- 1994 : Wet de Bob Rafelson : Bruce Lomann

### Télévision

#### Séries télévisées
- 1983 : AfterMASH : Danny Madden
- 1984 : Capitaine Furillo (Hill Street Blues) : Phil Platt
- 1985 : La Cinquième Dimension (The Twilight Zone) : L'étranger
- 2005 - 2007 : Médium : Capitaine Kenneth Push
- 2010 : Rubicon : Kale Ingram
- 2013 : True Blood : Truman Burrell
- 2017 : When We Rise : Ted Olson
- 2020 : Manhunt : Ed Embry
- 2021 : Mr. Corman : Larry

#### Téléfilms
- 1983 : Le Jour d'après (The Day After) de Nicholas Meyer : Tom Cooper
- 1983 : Le Crime dans le sang (A Killer in the Family) de Richard T. Heffron : John Lyons
- 1987 : La nuit tombe sur Manhattan (Hands of a Stranger) de Larry Elikann : Felix Lyttle
- 1990 : La mort dans l'objectif (Somebody Has to Shoot the Picture) de Frank Pierson : Raymond Eames
- 1990 : Last Flight Outde Larry Elikann : Jim Eckes
- 1991 : L'Amérique en otage (Iran Days of Crisis) de Kevin Connor : John Limbert
- 1992 : Union mortelle (Till Death Us Do Part) d'Yves Simoneau : Vincent Bugliosi
- 1992 : Those Secrets de David Manson : Simon
- 1995 : The Infiltrator de John Mackenzie : Ricky Eaton
- 1996 : Beyond the Call de Tony Bill : Keith O'Brien
- 1996 : L'homme qui a capturé Eichmann (The Man Who Captured Eichmann) de William A. Graham : Peter Malkin
- 1997 : Old Man de John Kent Harrison : J.J. Taylor
- 1999 : Le Dernier justicier (You Know My Name) de John Kent Harrison : Wiley
- 2003 : La Chute des héros (Word of Honor) de Robert Markowitz : J.D. Runnells
- 2005 : Une vie à l'épreuve (Dawn Anna) de lui-même : Le thérapeute
- 2013 : Over/Under de Bronwen Hughes : Victor

### Réalisateur
- 2001 : Big Bad Love (long métrage)
- 2005 : Une vie à l'épreuve (téléfilm)
- 2005 : Médium (saison 2, épisode 3)
- 2007 : Médium (saison 3, épisode 10)
- 2022 : With/In (long métrage, segment "Still Life")

### Scénariste
- 2001 : Big Bad Love (long métrage)
- 2005 : Une vie à l'épreuve (téléfilm)
- 2022 : With/In (long métrage, segment "Still Life")